# Stoney Ground
Stoney Ground – miejscowość i dystrykt na Anguilli. W 2001 liczyła około 1133 mieszkańców.